# Люба Кулезич
Люба (Любица) Михайло Кулезич е българска кинокритичка, журналистка и публицистка.

## Биография
Люба Кулезич е родена на 19 март 1956 г. в София. Майка ѝ Янка Банева е сестра на Йордан Банев, бащата на мултимилионера Николай Банев. Завършва кинознание във ВИТИЗ „Кръстьо Сарафов“.
Работи като автор във вестниците „Седем“, „Монитор“, „Класа“ и „Уикенд“. Заедно с журналиста Явор Дачков участва в редколегията на седмичника „Гласове“. Редакторка е на предаването „Неделя пет и десет“ по Телевизия Европа. Авторка и съавторка е на седмичните предавания по БНТ „Кино в чекмедже“ (1995 – 1996) и „24 квадрата“ (1998 – 2001).
Съсценарист е на документалния филм „Човекът, който открадна Чаплин“ (1996) на режисьора и съсценарист Здравко Драгнев.
Редактор е на предаването „Неделя 5 и 10“ в телевизия „Европа“. През 2010 г. и до февруари 2011 г. е автор на културна рубрика в предаването „Здравей, България“ по Нова ТВ, а от 2009 до 2011 г. е водещ на рубриката „Рулетка“ в „Станция НОВА“.
От март 2011 г. води предаването „Насреща Люба Кулезич“ в ТВ7. На 25 февруари 2013 г. е уволнена от ТВ7, където се изявява като защитник на правителството на ГЕРБ и Бойко Борисов. Тя самата защитава позицията си като казва пред вестник „Капитал“, че ТВ7 е „слагаческа телевизия“, която ограничавала журналистическата ѝ свобода, и че не тя в ТВ7 е поддържала близки отношения с Бойко Борисов. На 17 септември 2016 г. тя се завръща в ТВ7, където прави извънредното "апокрифно" издание на "Насреща Люба Кулезич". От 10 март започва новото ѝ предаване в Нова телевизия – „На светло с Люба Кулезич“. На 5 август 2015 г. е уволнена и предаването ѝ „На светло с Люба Кулезич“ пада от ефир.
На 16 април 2009 г. Кулезич представя пред публика своя документален филм за Яна Язова, „Две или три неща, които знаем за нея“. Филмът и правата за него са оспорвани от Петър Величков.
Издава книгата „Двойната Леа“ за Леа Иванова.
От края на 2015 г. до края на 2016 г. работи в телевизия „Евроком“ като водещ на предаването „Не'ам нерви“.
От 4 март 2017 г. до ноември същата година, всяка събота и неделя води двучасовото сутрешно предаване „Честно казано с Люба Кулезич“ по телевизия BiT.
От 2018 г. се завръща в телевизия „Евроком“ като водещ на нейното ново предаване „Честно казано“.
През 2021 г. участва в инициативния комитет за издигане на кандидатурата на Лозан Панов на президентските избори.